# Перейра да Силва, Луис Фернандо
Луис Фернандо Перейра да Силва, более известный по прозвищу Фернандиньо (порт. Luiz Fernando Pereira da Silva; Fernandinho; родился 25 ноября 1985 года в Санта-Барбара-д’Уэсти, штат Сан-Паулу) — бразильский футболист, нападающий клуба «Ретро».

## Биография
Начал профессиональную карьеру в команде «Камбе» в 2004 году. Спустя год перешёл в «Сентрал» из Каруару. В 2006 году выступал за «Ферровиарио» из Форталезы.
С 2007 по 2009 год права на Фернандиньо принадлежали «Ирати», однако за этот клуб он не провёл ни одной игры, и всё это время выступал на правах аренды за другие команды — вначале за южнокорейский «Тэджон Ситизен» и гонконгский «Ситизен», а затем за «Гремио Баруэри». В последней команде Фернандиньо добился квалификации в Серию A, а в 2009 году дебютировал в элитном дивизионе чемпионата Бразилии.
В 2010 году права на футболиста перешли к «Деспортиво Бразил», и вновь это была лишь юридическая связь, поскольку в следующие три сезона Фернандиньо выступал на правах аренды за «Сан-Паулу». В третьей игре за «трёхцветных» 28 февраля 2010 года нападающий вышел на замену во втором тайме и за оставшееся до конца матча время забил четыре мяча в ворота «Монти-Азула» в игре Лиги Паулисты, которая завершилась со счётом 5:1. В дальнейшем Фернандиньо не смог повторить своего успеха, пережил несколько серьёзных травм, включая три перелома. 27 марта 2011 года в матче против «Коринтианса» Фернандиньо заработал штрафной удар неподалёку от штрафной площади соперника. Капитан команды Рожерио Сени успешно реализовал штрафной удар, и этот гол стал сотым в карьере вратаря-бомбардира. Всего в 2010—2012 годах в 104 играх он забил за эту команду 17 мячей.
Сезон 2012—2013 Фернандиньо провёл в «Аль-Джазире» (Абу-Даби), после чего вернулся на родину, где присоединился к «Атлетико Минейро» на правах аренды.
С 2014 года Фернандиньо является игроком «Гремио». Он дважды отдавался в аренду — в 2015 году в итальянскую «Верону», и в 2016 году — во «Фламенго». В розыгрыше Кубка Либертадорес 2017 года, выигранного «Гремио», Фернандиньо был одним из важнейших игроков основного состава. В ответном финальном матче против «Лануса» забил свой первый гол в турнире, совершив забег с мячом почти через всё поле. В результате «Гремио» одержал победу 2:1 (3:1 по сумме двух матчей).

## Достижения
- Обладатель Кубка Либертадорес (1): 2017
- Лучший новичок чемпионата Бразилии (1): 2009